# Triops cancriformis

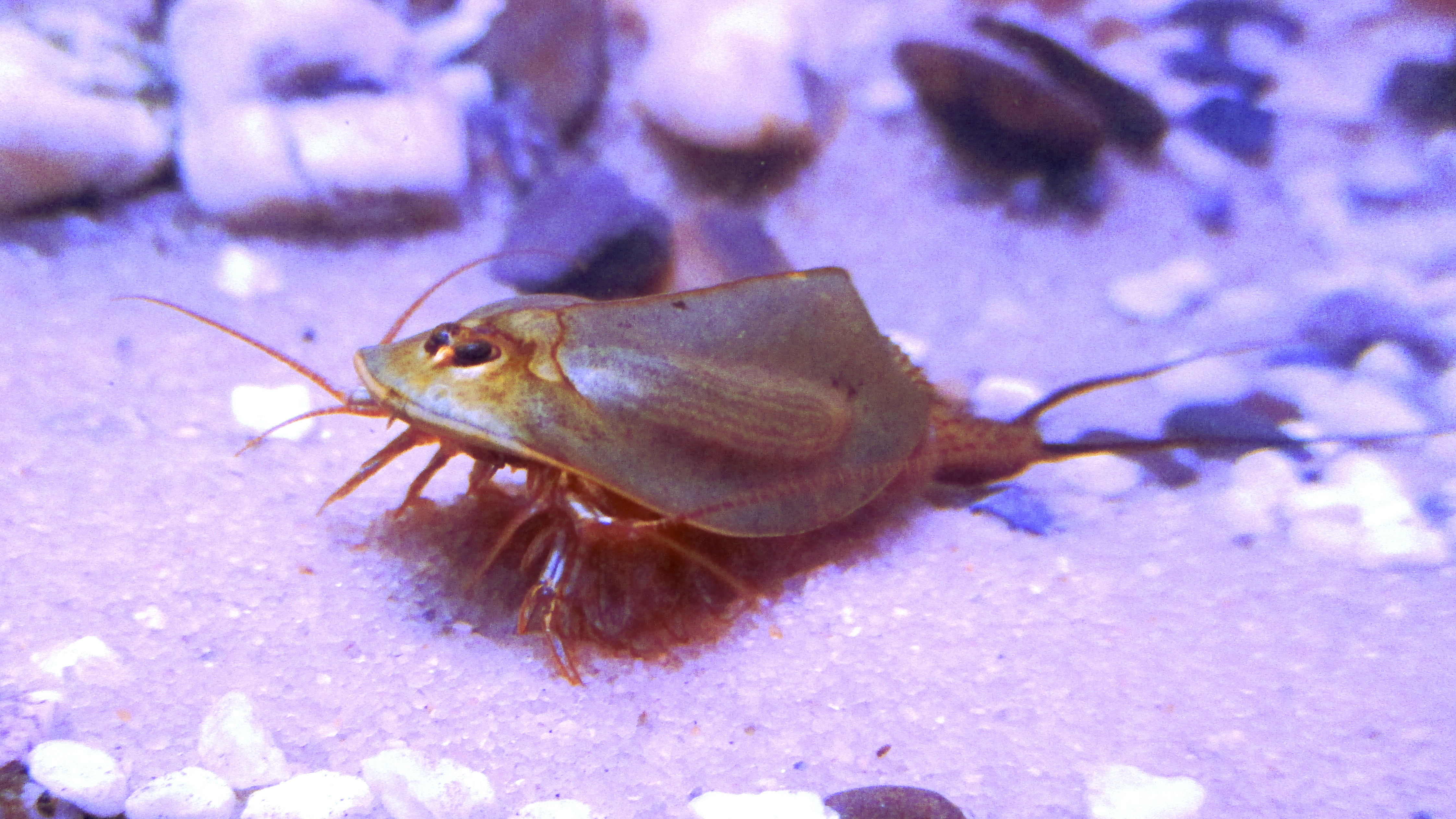
Triops cancriformis

Mapa de distribuição dos T. Cancriformis

Triops cancriformis, conhecido como camarão-girino europeu ou simplesmente camarão-girino, é uma espécie de camarão-girino encontrada na Europa, no Oriente Médio e na Índia.
Devido à destruição de habitats, muitas populações foram recentemente perdidas em toda a sua faixa de distribuição na Europa. Por isso, a espécie é considerada ameaçada no Reino Unido e em vários países europeus. Em cativeiro, eles geralmente crescem até 6 centímetros; na natureza, podem alcançar tamanhos de até 11 cm.
No Reino Unido, existem apenas duas populações conhecidas: em uma lagoa na área adjacente de Caerlaverock Wetlands, na Escócia, e em uma lagoa temporária na New Forest. A espécie é legalmente protegida sob a quinta sessão da Wildlife and Countryside Act de 1981 (conforme emenda).
Fósseis do período Triássico Superior (Noriano) da Alemanha, a cerca de 237 milhões de anos, foram atribuídos a esta espécie como a subespécie triops cancriformis minor, devido à sua grande semelhança com os membros modernos da espécie. No entanto, pesquisas posteriores mostraram que o crescimento ontogenético deles era bastante diferente das espécies vivas, e eles foram melhor considerados como uma espécie distinta, "Notostraca" minor, com uma posição incerta dentro de Notostraca. Evidências genéticas também indicam que T. cancriformis se divergiu de outras espécies de Triops a cerca de 23,7 a 49,6 milhões de anos.

## Ciclo de vida

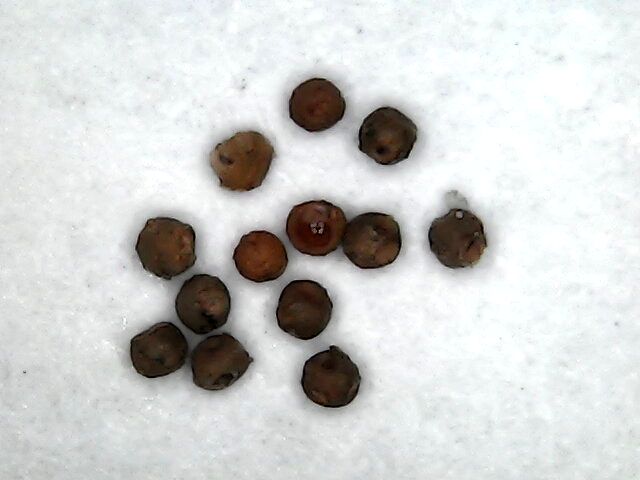
Ovos de Triops

O ciclo de vida dos T. Cancrisformis é demasiado rapido, sendo que os individuos se tornam adultos após duas semanas depois de nascerem. Sua população pode se reproduzir através de gonocorismo, hermafroditismo e androdioecismo. Este último é um modo reprodutivo muito raro nestes animais, no qual as populações são feitas de hermafroditas, com uma pequena parcela de machos, e devido a essa falta de machos, os primeiros pesquisadores pensaram que os Triops eram partenogenéticos. A presença de lobos testiculares espalhados entre seus ovários confirmou que eles eram de fato hermafroditas. Fêmeas fertilizadas ou hermafroditas produzem ovos diapausantes, capazes de sobreviver décadas no sedimento dos lagos e lagoas que habitam. Esses ovos são resistentes à seca e a temperaturas extremas.

## História taxonômica

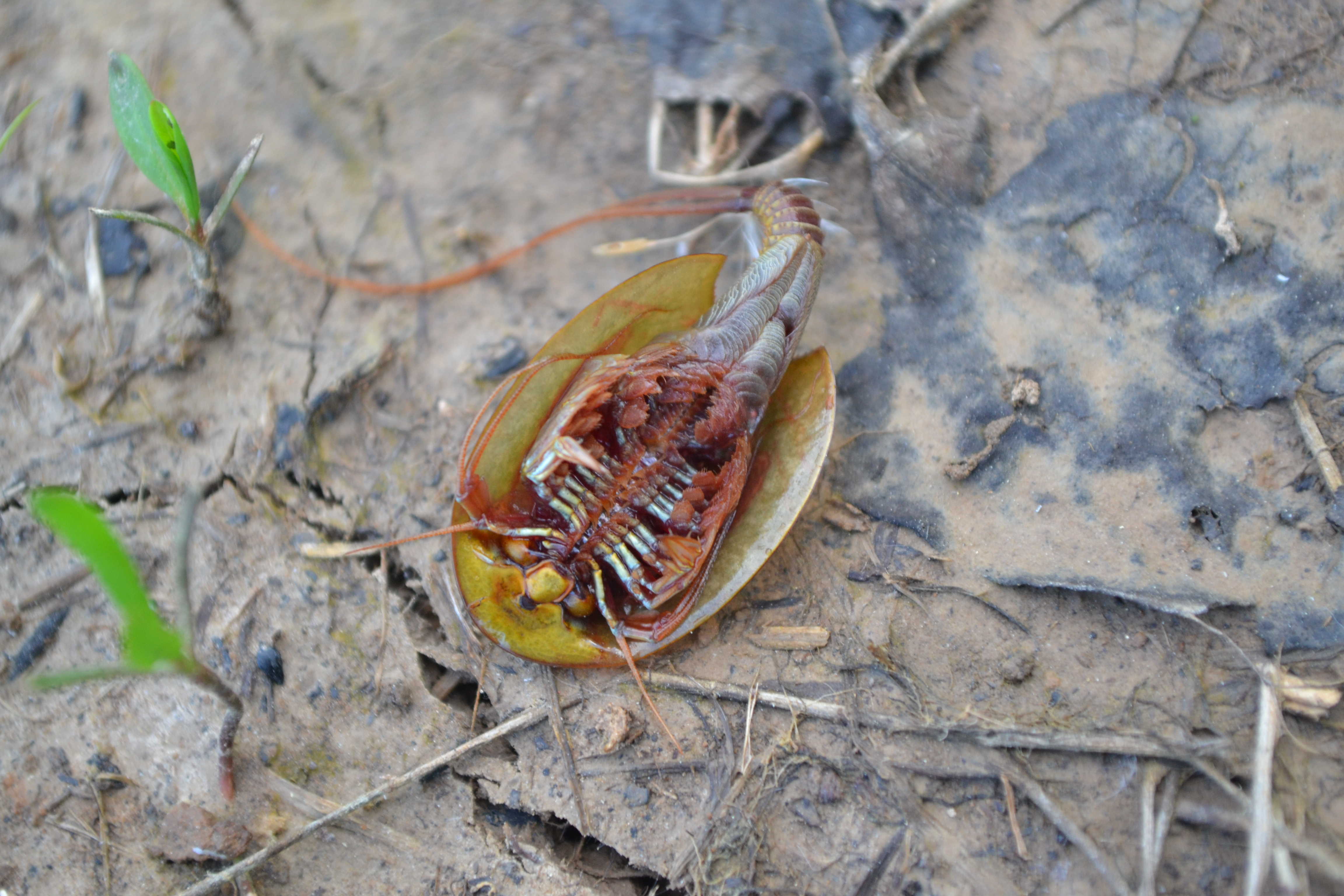
Parte ventral Triops cancriformis

Em 1801, Louis Augustin Guillaume Bosc fez a primeira descrição de espécie oficialmente reconhecida de Triops cancriformis, que foi nomeada de Apus cancriformis. Outros autores usaram o nome Apus cancriformis ao longo dos anos, mas muitas vezes com o autor original errado deste nome. O nome do gênero Apus foi pré-ocupado por um gênero de pássaros (descrito em 1777), tornando o nome inválido para o camarão-girino.
Ludwig Keilhack utilizou o termo correto Triops cancriformis (Bosc) em uma chave de acesso único para identificar o ecossistema da fauna aquática da Alemanha em 1909. Ele adotou o nome do gênero proposto por Schrank e sugeriu que o nome do gênero Apus fosse substituído por Triops Schrank, uma vez que Apus era usado desde 1777 como o nome do gênero de algumas aves (comumente conhecidas como andorinhões). No entanto, outros autores discordaram dele e a controvérsia continuou até a década de 1950.
Em 1955, Alan Longhurst forneceu ao autor original de T. cancriformis como "Triops cancriformis (Bosc, 1801)" uma história completa de sinonímia para apoiá-lo. Isso foi feito em uma revisão taxonômica de Notostraca que também apoiou o uso do nome de gênero Triops em vez de Apus. Em 1958, a Comissão Internacional de Nomenclatura Zoológica (ICZN) reconheceu o nome Triops cancriformis (Bosc, 1801–1802) (nome ICZN nº 1476) como oficialmente o mais antigo, assim como também reconheceram o nome do gênero Triops Schrank em vez de Apus.